# Simulium minji
Simulium minji es una especie de insecto del género Simulium, familia Simuliidae, orden Diptera.
Fue descrita científicamente por Smart & Clifford, 1965.